# ピチ (パスタ)

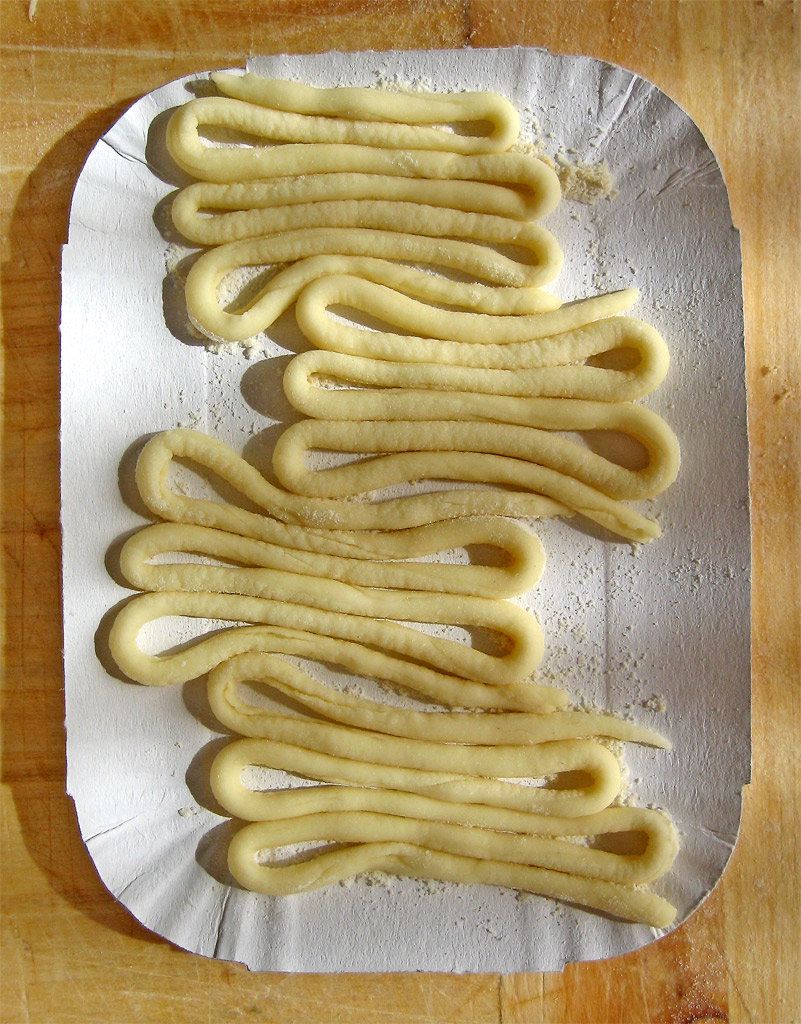
卵白が加えられたピチ

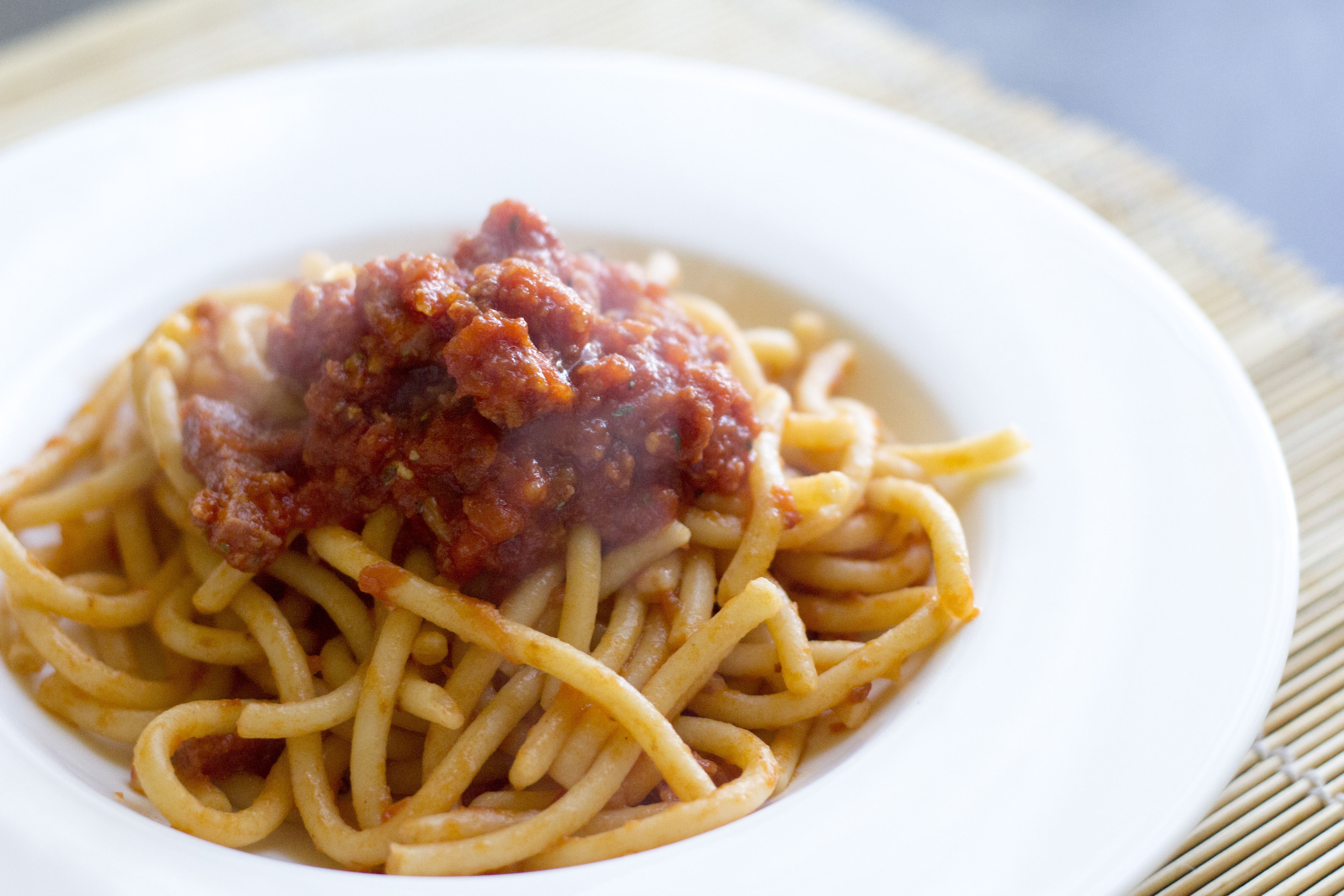
調理例

ピチ（イタリア語: Pici）は、手で丸くこねた太麺パスタで、スパゲッティをさらに太くしたような形をしている。トスカーナのシエーナ県発祥と言われている。モンタルチーノ地域では「ピンチ」と言われることもある。
生地は通常小麦粉と水だけから作られる。家庭によって卵を加えることもある。
生地は厚くて平らなシート上に丸められ、細長くカットされる。生地ひときれを片方のてのひらとテーブルの間にはさんでこねながら、もう片方の手で生地の残りを巻いて形を作る家庭もある。両手で生地を丸めて作ることもある。どちらの方法でも、普通の鉛筆よりやや細いくらいの太麺のパスタができる。スパゲッティやマカロニと異なって大きさが均一ではなく、長さに応じて太さも異なる。
様々な食材と一緒に食べられる。パン粉を用いたソース、ニンニクトマトソース、ポルチーニのソース、ラグーソースなどに絡めたり、またイノシシや野ウサギ、カモなどの肉と一緒に食べることも多い。